# Kalno

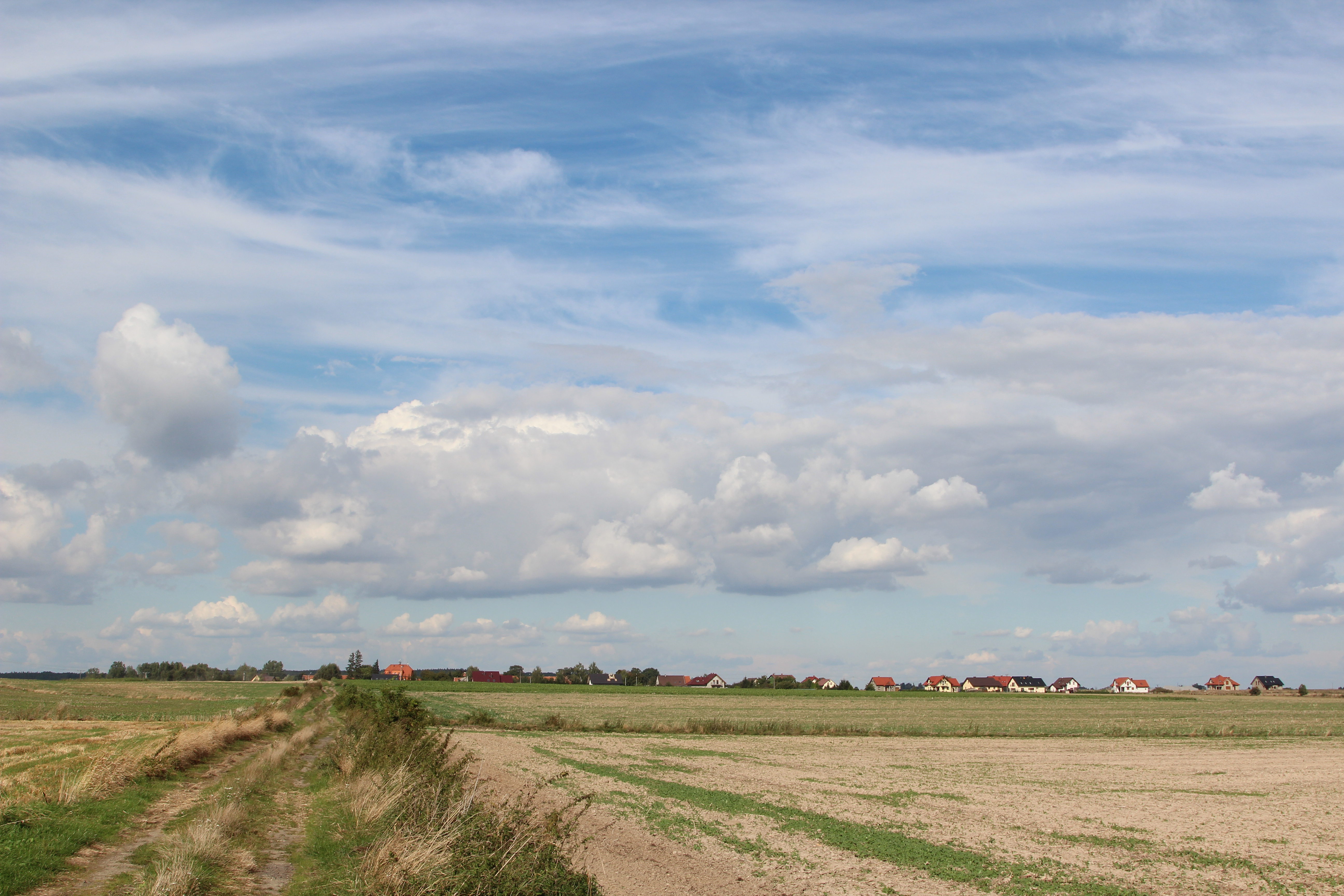
Kalno

Kalno (deutsch Kallendorf) ist ein Dorf in der Stadt- und Landgemeinde Żarów (Saarau) im Powiat Świdnicki in der Woiwodschaft Niederschlesien in Polen.

## Lage
Kalno liegt ungefähr drei Kilometer östlich von Żarów (Saarau), 12 Kilometer nordöstlich von Świdnica (Schweidnitz) und 43 Kilometer südwestlich von Breslau.

## Geschichte
1307 wurde der Ort in einer Urkunde als „Kalendorf“ erwähnt.  Es gehörte zum Herzogtum Schweidnitz, das nach dem Tod des Herzogs Bolko II. 1368 erbrechtlich an den späteren böhmischen König Wenzel fiel. 1369 schenkte Herzogin Agnes das Gut dem Kloster Grüssau, das bis zur Säkularisation Grundherr von Kallendorf blieb. Nach dem Ersten Schlesischen Krieg fiel Kallendorf 1741/42 mit fast ganz Schlesien an Preußen. Die alten Verwaltungsstrukturen wurden aufgelöst und Kallendorf in den Landkreis Schweidnitz eingegliedert, mit dem es bis 1945 verbunden blieb.   
1785 bestand Kallendorf aus einem Vorwerk, elf Bauern, 12 Gärtnern, 10 Häuslern und 214 Einwohnern. 1845 zählte Kallendorf im Besitz der Erben des Grafen von Maltzahn, Patrimonium-Gericht der Herrschaft Würben, 38 Häuser, ein Vorwerk, 372 meist katholische Einwohner (8 evangelisch), evangelische Kirche zu Konradswaldau, katholische Kirche zu Würben, eine 1838 gegründete katholische Schule, eine Brennerei, zehn Handwerker und drei Händler. Im Dorf wurde früher von den Bauern Torfstecherei betrieben, der 1841 3000 Schock lieferte.
1874 wurde der Amtsbezirk Würben gebildet, der aus den Landgemeinden Eckersdorf, Kallendorf und Würben sowie den zugehörigen Gutsbezirken bestand. Als Folge des Zweiten Weltkriegs fiel Kallendorf 1945 an Polen und wurde in Kalno umbenannt. Die deutsche Bevölkerung wurde, so weit sie nicht schon vorher geflohen war, vertrieben. Die neu angesiedelten Bewohner waren zum Teil Heimatvertriebene aus Ostpolen, das von der Sowjetunion annektiert worden war. Heute gehört Kalno zur Landgemeinde Żarów. Von 1975 bis 1998 gehörte das Gebiet zur Woiwodschaft Wałbrzych.